# Belga katonai kitüntetések listája
Az alábbi lista tartalmazza a Belgiumban létrehozott katonai lovagrendek, keresztek és kitüntetéseket, rangsor szerint felsorolva.

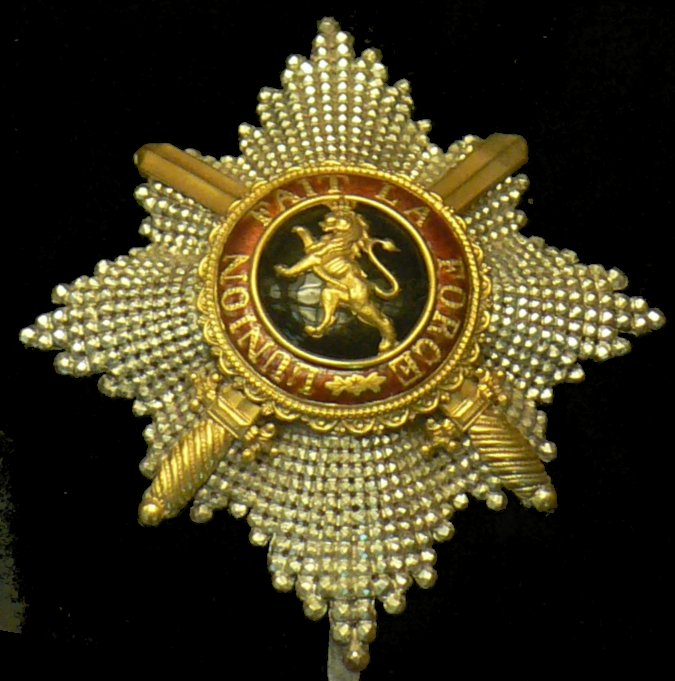
A Lipót-rend nagycsillaga

## Lovagrendek
- Lipót-rend
- Afrika Csillaga Rend (ma már nem adományozzák)
- Királyi Oroszlánrend (ma már nem adományozzák)
- Koronarend
- II. Lipót-rend

## Keresztek
- 1830-as önkéntes emlékkereszt (ma már nem adományozzák)
- Katonai kereszt (croix militaire)
- Croix de guerre (belga hadikereszt)
- Kitelepítettek keresztje
- Tűzkereszt
- Külföldi katonai szolgálat keresztje

## Kitüntetések
- Bátor vagy hősies cselekedetekért adható kitüntetés
- Kimagasló szolgálatért adható kitüntetés
- Önkéntes katonák kitüntetése (1914-1918)
- Fegyveres ellenállás medálja (1940-1945
- Emlékmedál humanitárius misszióban való részvételért
- Emlékmedál külföldi bevetésben vagy misszióban való részvételért
- Katonai érdemérem
- Hadgyakorlati emlékérem

## Fordítás
- Ez a szócikk részben vagy egészben  a   List_of_military_decorations#Belgium című angol Wikipédia-szócikk fordításán alapul.  Az eredeti cikk szerkesztőit annak laptörténete sorolja fel. Ez a jelzés csupán a megfogalmazás eredetét és a szerzői jogokat jelzi, nem szolgál a cikkben szereplő információk forrásmegjelöléseként.

## Külső hivatkozások
- I. világháborús belga kitüntetések listája
- Belga kitüntetések és medálok
- A Lipót-rend és más lovagrendek története - az Association of the Order of Leopold honlapján